# منتخب البرتغال تحت 23 سنة لكرة القدم
تحت 23 سنة لكرة القدم هو الممثل الرسمي لـ ي بطولات كرة القدم تحت 23 سنة.